# インテグラル (企業)
インテグラル株式会社（英: Integral Corporation）は、投資関連事業などを行なっている日本の会社。

## 概要
- 2007年、元ユニゾンキャピタル代表でGCA創業者でもある佐山展生と、同じくGCA創業者の山本礼二郎を中心に独立系プライベート・エクイティ・ファンドとして設立された[2][3][4]。
- 2011年3月、アパマンショップホールディングスに18億円を出資。2014年2月及び2015年7月に、アパマンショップホールディングスに同社株を売却することで出資を回収し、28億円の売却益を得た[5]。
- 2014年、信和を買収[6]。
- 2015年6月、キュービーネットを運営するキュービーネット株式会社を買収[7]。2018年、キュービーネットホールディングス株式会社として東証一部に上場[8]。
- 2015年9月、民事再生法を適用したスカイマークの再建を手掛けた[9]。2016年、イトキンを買収[10]。
- 2016年11月には、株式会社アデランスの[11]、2020年には豆蔵ホールディングスのマネジメント・バイアウトを手掛けた[12]。
- 2018年、東洋エンジニアリングに150億円を出資[13]。
- 2023年、東京証券取引所グロース市場へ上場[14]。